# Stuart Nadler
Pour les articles homonymes, voir Nadler.
Stuart Nadler est un écrivain américain.

## Biographie
Stuart Nadler est diplômé de l’Université de l'Iowa.
Il est le frère de la chanteuse Marissa Nadler.

## Œuvre

### Romans
- Un été à Bluepoint[2],[3], Albin Michel, coll. « Les grandes traductions », 2015 ((en) Wise Men[4], 2013), trad. Bernard Cohen, 420 p.  (ISBN 978-2-226-31457-4)
- Les Inséparables, Albin Michel, coll. « Les grandes traductions », 2017 ((en) The Inseparables, 2016), trad. Hélène Fournier, 416 p.  (ISBN 978-2-226-32586-0)
- (en) Rooms for Vanishing, 2025

### Recueil de nouvelles
- Le Livre de la vie[5],[6], Albin Michel, coll. « Les grandes traductions », 2013 ((en) he Book of Life[7],[8], 2011), trad. Bernard Cohen, 273 p.  (ISBN 978-2-226-24836-7)